# معمودية المؤمن

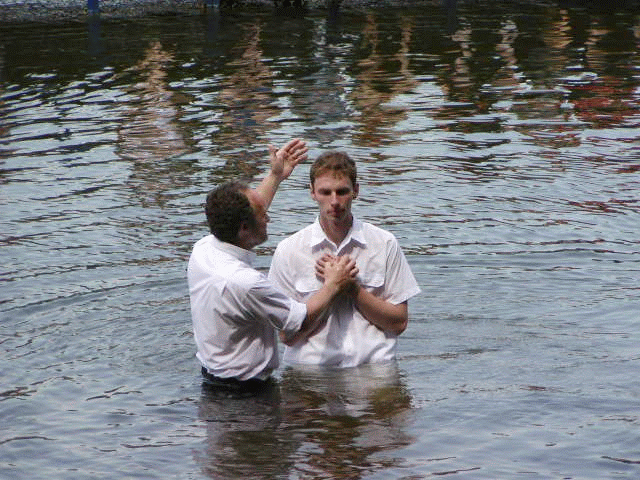
قس أنجيلي يقوم بطقس المعموديّة.

معمودية المؤمن هو مصطلح يعني ممارسة تعميد البالغين سن الرشد، في المناقشات اللاهوتية، اختلفت وجهات نظر المسيحيين حول المعمودية وكان الجدال حول قضيتين : نوع المعمودية ومعمودية الأطفال أو الكبار. حيث دعت بعض الجماعات البروتستانتية خلال عصر الإصلاح البروتستانتي لعدم تعميد الأطفال لأنهم عاجزين عن الالتزام الديني أو على الإيمان بحرية، وطالبت بنفس الوقت بتجديد معمودية البالغين سن الرشد، أي تعميدهم مرة أخرى في حال كانوا معمدين في طفولتهم.
معظم الطوائف المسيحية تمارس معمودية الأطفال أو حوالي 80% من مجمل المسيحيين. بالمقابل يعتبر بعض المسيحيين مثل كنيسة يسوع المسيح لقديسي الأيام الأخيرة وشهود يهوه وبعض الكنائس البروتستانتية مثل الكنيسة المعمدانية وتجديدية العماد والخمسينية أنه لا لزوم لتعميد الأطفال وأنّ الاعتماد للمؤمنين فقط، أي الذين تعدوا مرحلة الطفولة وبلغوا سن الرشد، بحيث يمكن لهم فهم الخلاص والاعتراف بالتوبة بحسب المعتقدات المسيحية. بالرغم من وجود أقليّة ترفض معمودية الأطفال الّا أنّ أغلبية المسيحيين تعتبر معمودية الصغار واجبة ما داموا أطفالاً لمؤمنين. وذلك علامة على الميثاق بين الله وبينهم بحسب المعتقدات المسيحيّة.